# Стародымов, Дмитрий Петрович
Дмитрий Петрович Стародымов  (1932—1976) — советский передовик сельскохозяйственного производства. Герой Социалистического Труда (1966).

## Биография
Родился 7 декабря 1932 года в селе Виляйки,  Наровчатского района Пензенской области.
С 1944 года после получения начального образования, начал свою трудовую деятельность — колхозником в колхозе «За коммунизм» Наровчатского района Пензенской области.
С 1952 по 1954 годы проходил военную службу в рядах Советской Армии.
С 1954 года после увольнения из рядов Вооруженных Сил СССР вернулся в свой колхоз. С 1961 года работал — дояром колхоза «За коммунизм» Наровчатского района Пензенской области. Д. П. Стародымов был неоднократным победителем социалистического соревнования не только в своём колхозе, но и в районе. В 1966 году — вступил в КПСС.
22 марта 1966 года Указом Президиума Верховного Совета СССР «за достигнутые успехи в развитии животноводства, увеличении производства и заготовок молока»  Дмитрий Петрович Стародымов был удостоен звания Героя Социалистического Труда с вручением Ордена Ленина и золотой медали «Серп и Молот».
Умер 12 июля 1976 года в селе Виляйки, Наровчатского района Пензенской области.

## Награды
- Медаль «Серп и Молот» (22.03.1966)
- Орден Ленина (22.03.1966)